# Мариш ли
Мариш ли је осми студијски албум Вики Миљковић, који је изашао за Гранд продукцију 2003. године.